# Microrregión de Irecê
la microrregión de Irecê es una de las  microrregiones del estado brasileño de la Bahia perteneciente a la mesorregión  Centro-Norte Baiano. Su población fue estimada en 2005 por el IBGE en 357.747 habitantes y está dividida en diecinueve municipios. Posee un área total de 17.379,725 km².

## Municipios
- América Dourada
- Barra do Mendes
- Barro Alto
- Cafarnaum
- Canarana
- Central
- Gentio do Ouro
- Ibipeba
- Ibititá
- Iraquara
- Irecê
- João Dourado
- Jussara
- Lapão
- Mulungu do Morro
- Presidente Dutra
- São Gabriel
- Souto Soares
- Uibaí

## Economía
Es el primer productor de frijol en todo el Nordeste y el 2º en el país. Además de esto, desarrolla la ganadería y el comercio. El municipio de Irecê posee importantes títulos como Capital del Frijol y Capital Mundial de la Mamona.
- Datos: Q2135072